# 古賀裕之
古賀 裕之（こが ひろゆき、1976年5月25日 - ）は、日本の俳優。
佐賀県佐賀市出身。佐賀北高等学校卒業。高校卒業後、上京。モデルプロダクションに入所。テレビドラマ、映画、CM、等に出演。その後、舞台の世界へ進出。劇団アコカを経て、現在は舞台、映画、司会(MC)、ナレーターとして活動中。

## 人物
- 各駅停車で2日かけて九州より上京。三畳一間に長年住む。
- バスケットボール部だった。インターハイ出場経験もある。
- 母校の佐賀北高等学校は、07年夏の甲子園で優勝。女優中越典子の先輩に当たる。
- スイカが嫌いらしい。
- 舞台の世界に於いて、困ったときの古賀頼み、として様々な役をこなす。
- 声が低く、お笑いコンビ麒麟の川島の声に似ている。

## 出演

### 舞台
- 劇団マビ座（スープの青）
- 好〔hao〕プロデュース（ライオンズマウス）
- 劇団マビ座（）
- 好〔hao〕プロデュース（かもめ）
- 劇団ダダンA染井（あの豆腐屋ですら）
- ファイブスター（クリスマスタイムイズヒア）ミュージカル
- 好〔hao〕プロデュース（）
- 好〔hao〕プロデュース（）
- アコカ（少年アガペー）
- アコカ（oh!no more coming soon）
- アコカ（シベリアSUN）
- アコカ（モンキーマン）
- アコカ（ドラゴンランド）
- アコカ（デリシャスマーメイド）
- アコカ（Disk no 1001）
- 絶対王様（）
- RONNIE ROCKET（ナク／ナラ／ナイ）
- アコカ（最強王）
- アコカ（神SHI-BAI）

### テレビドラマ
- イグアナの娘
- 未成年
- ストーカー・誘う女
- エコエコアザラク

### 映画
- 今日から俺は!!
- 花の応援団
- エコエコアザラク
- イグナシオ

### CMほか
- コカコーラ
- 桃の天然水
- マクドナルド

## ライブ
アコカとして、ライブハウスでパフォーマンス。